# Dolichopus defectus
Dolichopus defectus är en tvåvingeart som beskrevs av Van Duzee 1921. Dolichopus defectus ingår i släktet Dolichopus och familjen styltflugor. Inga underarter finns listade i Catalogue of Life.